# Teateråret 1853

## Årets uppsättningar

### Januari
- 19 januari - Premiär för Giuseppe Verdis opera Il Trovatore i Rom [1].

### Mars
- 6 mars - Premiär för Giuseppe Verdis opera La Traviata i Venedig [2].

### Okänt datum
- Grannarne av August Blanche

## Födda
- 17 maj - Carolina Östberg (död 1929), svensk operasångerska.
- 24 juli - William Gillette (död 1937), amerikansk skådespelare och manusförfattare.
- 19 augusti - Lawrence D'Orsay (död 1931), brittisk skådespelare.
- 4 september - Julia Håkansson (död 1940), svensk skådespelare.
- 11 september - Katharina Schratt (död 1940), österrikisk skådespelare.
- 13 oktober - Lillie Langtry (död 1929), brittisk skådespelare.
- 17 december - Herbert Beerbohm Tree (död 1917), brittisk skådespelare.

## Avlidna
- 15 januari - Johanne Rosing, 96, dansk skådespelare.
- 3 december - Jeanette Wässelius, 69, svensk skådespelare och sångare.

### Fotnoter
1. ↑  ”San Diego Opera”. Arkiverad från originalet den 4 juni 2011. https://web.archive.org/web/20110604034806/http://sdopera.com/Operapaedia/Iltrovatore. Läst 23 mars 2011.
2. ↑  ”San Diego Opera”. Arkiverad från originalet den 4 juni 2011. https://web.archive.org/web/20110604034721/http://sdopera.com/Operapaedia/Latraviata. Läst 23 mars 2011.